# Odell Beckham Jr.

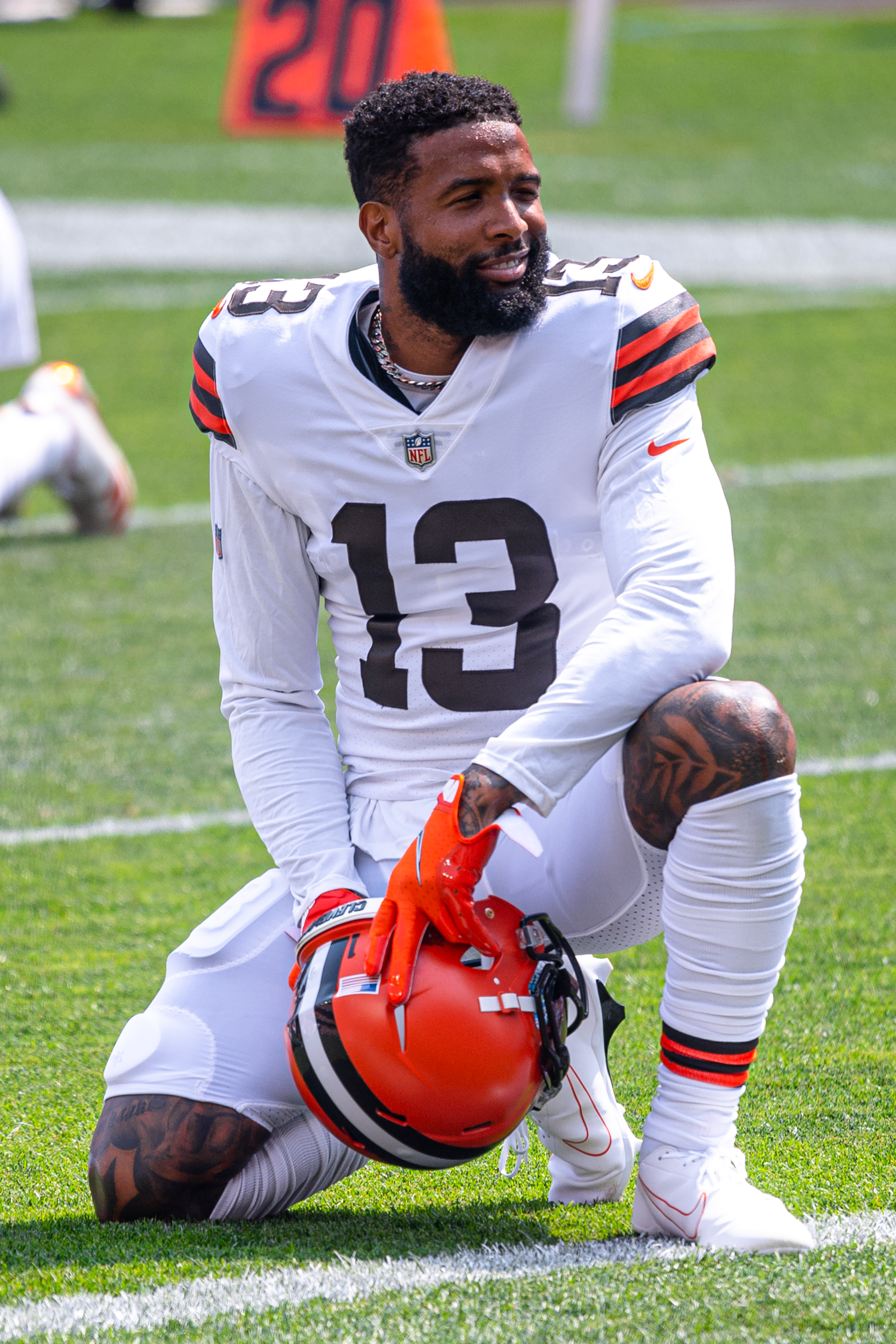
Odell Beckham Jr., 2021.

Odell Cornelious Beckham Jr., född 5 november 1992 i Baton Rouge i Louisiana, är en amerikansk utövare av amerikansk fotboll. Han spelar som wide receiver för Miami Dolphins i National Football League (NFL). Beckham Jr. har tidigare spelat för New York Giants, Cleveland Browns, Los Angeles Rams och Baltimore Ravens.
Han blev år 2014 utsedd till NFL:s bästa offensiva rookie av Associated Press (Associated Press NFL Rookie of the Year Award) samt NFL:s bästa rookie av Sporting News (Sporting News Rookie of the Year Award).
Beckham Jr. blev draftad av New York Giants i 2014 års NFL-draft som tolfte spelare totalt. Han spelade även för LSU Tigers när han studerade på Louisiana State University innan han blev proffs i NFL.